# Mistrzostwa Świata w Kajakarstwie 1983
18. Mistrzostwa świata w kajakarstwie odbyły się w 1983 w Tampere.
Rozegrano 15 konkurencji męskich i 3 kobiece. Mężczyźni startowali w kanadyjkach jedynkach (C-1) i dwójkach (C-2) oraz w kajakach jedynkach (K-1), dwójkach (K-2) i czwórkach (K-4), zaś kobiety w kajakach jedynkach, dwójkach i czwórkach. Liczba i rodzaj konkurencji nie zmieniły się od poprzednich mistrzostw.
Pierwsze miejsce w klasyfikacji medalowej wywalczyli reprezentanci Niemieckiej Republiki Demokratycznej.

## Medaliści

### Mężczyźni

#### Kanadyjki
| Konkurencja: | Złoto:                                     | Rezultat | Srebro:                                   | Rezultat | Brąz:                                      | Rezultat |
| C-1 500 m    | Costică Olaru                              | 2:15,89  | Ulrich Papke                              | 2:17,43  | Anatolij Wołkow                            | 2:17,96  |
| C-1 1000 m   | Wasyl Bereza                               | 4:45,75  | Costică Olaru                             | 4:48,15  | Jiří Vrdlovec                              | 4:49,67  |
| C-1 10 000 m | Jiří Vrdlovec                              | 50:52,02 | Gheorghe Titu                             | 52:44,44 | Tamás Wichmann                             | 52:59,70 |
| C-2 500 m    | Jugosławia · Matija Ljubek · Mirko Nišović | 1:58,00  | ZSRR · Ivans Klementjevs · Serhij Osadczy | 1:58,51  | Rumunia · Dumitru Bețiu · Fiodor Gurei     | 1:59,90  |
| C-2 1000 m   | Rumunia · Ivan Patzaichin · Toma Simionov  | 4:15,28  | NRD · Olaf Heukrodt · Alexander Schuck    | 4:16,29  | Jugosławia · Matija Ljubek · Mirko Nišović | 4:17,47  |
| C-2 10 000 m | Węgry · Tamás Buday · István Vaskuti       | 46:05,48 | Rumunia · Ivan Patzaichin · Toma Simionov | 46:22,33 | ZSRR · Jurij Łaptikow · Serhij Petrenko    | 46:52,84 |

#### Kajaki
| Konkurencja: | Złoto:                                                                                | Rezultat | Srebro:                                                                           | Rezultat | Brąz:                                                                                         | Rezultat |
| K-1 500 m    | Uładzimir Parfianowicz                                                                | 1:59,08  | Ian Ferguson                                                                      | 1:59,67  | Andreas Stähle                                                                                | 2:00,45  |
| K-1 1000 m   | Rüdiger Helm                                                                          | 4:00,57  | Artūras Vieta                                                                     | 4:02,96  | Alan Thompson                                                                                 | 4:03,10  |
| K-1 10 000 m | Einar Rasmussen                                                                       | 46:47,27 | Milan Janić                                                                       | 46:49,80 | Rick Daman                                                                                    | 46:51,14 |
| K-2 500 m    | NRD · Frank Fischer · André Wohllebe                                                  | 1:47,56  | ZSRR · Uładzimir Parfianowicz · Siergiej Supierata                                | 1:48,15  | Kanada · Hugh Fisher · Alwyn Morris                                                           | 1:49,58  |
| K-2 1000 m   | NRD · Frank Fischer · André Wohllebe                                                  | 3:45,71  | ZSRR · Uładzimir Parfianowicz · Siergiej Supierata                                | 3:50,28  | Austria · Werner Bachmayer · Wolfgang Hartl                                                   | 3:51,80  |
| K-2 10 000 m | Wielka Brytania · Stephen Jackson · Alan Williams                                     | 41:49,12 | Węgry · István Szabó · István Tóth                                                | 41:55,79 | Szwecja · Bengt Andersson · Karl Sundqvist                                                    | 42:26,90 |
| K-4 500 m    | NRD · Andreas Stähle · Peter Hempel · Rüdiger Helm · Harald Marg                      | 1:33,37  | ZSRR · Serhij Kołokołow · Siergiej Czuchraj · Artūras Vieta · Aleksandr Wodowatow | 1:35,17  | Węgry · István Imai · Attila Császár · Zoltán Lorinczy · András Rajna                         | 1:36,11  |
| K-4 1000 m   | Rumunia · Ionel Constantin · Nicolae Fedosei · Ionel Lețcae · Angelin Velea           | 3:21,86  | NRD · Andreas Stähle · Peter Hempel · Rüdiger Helm · Harald Marg                  | 3:23,18  | ZSRR · Serhij Kołokołow · Siergiej Czuchraj · Artūras Vieta · Aleksandr Wodowatow             | 3:23,70  |
| K-4 10 000 m | ZSRR · Mikałaj Astapkowicz · Aleksandr Awdiejew · Mykoła Baranow · Aleksandr Jermiłow | 37:51,32 | Norwegia · Harald Amundsen · Geir Kvillum · Lars Ivar Gran · Arne Sletsjøe        | 38:31,18 | Polska · Ireneusz Ciurzyński · Ryszard Oborski · Andrzej Klimaszewski · Krzysztof Szczepański | 38:35,45 |

### Kobiety

#### Kajaki
| Konkurencja: | Złoto:                                                              | Rezultat | Srebro:                                                                             | Rezultat | Brąz:                                                                      | Rezultat |
| K-1 500 m    | Birgit Fischer                                                      | 2:13,75  | Wania Geszewa                                                                       | 2:16,75  | Maria Ștefan                                                               | 2:17,95  |
| K-2 500 m    | NRD · Birgit Fischer · Carsta Kühn                                  | 1:57,76  | Węgry · Katalin Povázsán · Erika Géczi                                              | 1:58,60  | Szwecja · Agneta Andersson · Susanne Wiberg                                | 1:59,88  |
| K-4 500 m    | NRD · Birgit Fischer · Carsta Kühn · Ramona Walther · Kathrin Giese | 1:45,48  | ZSRR · Inna Szipulina · Nelli Jefremowa · Natalja Kałasznikowa · Galina Aleksiejewa | 1:46,69  | Rumunia · Tecla Borcănea · Agafia Buhaev · Nastasia Ionescu · Maria Ștefan | 1:48,16  |

## Klasyfikacja medalowa
| Miejsce | Państwo         | Złoto | Srebro | Brąz | Razem |
| ------- | --------------- | ----- | ------ | ---- | ----- |
| 1       | NRD             | 7     | 3      | 1    | 11    |
| 2       | ZSRR            | 3     | 6      | 3    | 12    |
| 3       | Rumunia         | 3     | 3      | 3    | 9     |
| 4       | Węgry           | 1     | 2      | 2    | 5     |
| 5       | Jugosławia      | 1     | 1      | 1    | 3     |
| 6       | Norwegia        | 1     | 1      | 0    | 2     |
| 7       | Czechosłowacja  | 1     | 0      | 1    | 2     |
| 8       | Wielka Brytania | 1     | 0      | 0    | 1     |
| 9       | Nowa Zelandia   | 0     | 1      | 1    | 2     |
| 10      | Bułgaria        | 0     | 1      | 0    | 1     |
| 11      | Szwecja         | 0     | 0      | 2    | 2     |
| 12      | Austria         | 0     | 0      | 1    | 1     |
| 12      | Holandia        | 0     | 0      | 1    | 1     |
| 12      | Kanada          | 0     | 0      | 1    | 1     |
| 12      | Polska          | 0     | 0      | 1    | 1     |
|         | Razem           | 18    | 18     | 18   | 54    |